# Jan Harajda
Jan Harajda (ur. 29 stycznia 1905 w Zarichovie na Węgrzech, zm. 13 grudnia 1944 w Ungvárze, obecnie Użhorod) – tłumacz, nauczyciel, prawnik, działacz kultury. Propagator kultury ruskiej oraz subregionu karpackiego.

## Życiorys
W ukazujących się publikacjach występuje jako: Janos – na Węgrzech, Jan lub Janusz – w Polsce, Iwan – na Ukrainie.
Syn Andrzeja, nauczyciela szkoły powszechnej i Esteli, ukończył gimnazjum w Székesfehérvár. Studia prawnicze (doktorat) w Budapeszcie w 1928 roku, studia filozoficzne w 1930 na Uniwersytecie w Peczu (Węgry). W latach 30. XX wieku lektor języka węgierskiego na Uniwersytecie Jagiellońskim. Uczył również w gimnazjum w Krakowie. W 1934 otrzymał dyplom magistra filozofii na Uniwersytecie Jagiellońskim. Czynny działacz Towarzystwa Polsko-Węgierskiego.
Tłumacz m.in. na język polski takich książek jak: Legendy i opowiadania Józefa Bartókyego, Historia narodu węgierskiego Jerzego Balanyiego, Młodzieniec dobrze wychowany Tihamera Totha, tłumaczył też na język węgierski m.in. przewodniki. Obywatel Węgier i od połowy lat 30. XX wieku Polski.
Aresztowany przez hitlerowców w listopadzie 1939 roku w ramach Sonderaktion Krakau, wraz z profesorami Uniwersytetu Jagiellońskiego został osadzony w Sachsenhausen. Po interwencji rządu węgierskiego wiosną 1940 zwolniony z obozu. Wyjechał na Węgry (w dawnych granicach) do Użhorodu. Uczył historii w gimnazjum. W listopadzie 1940 roku został dyrektorem Podkarpackiego Towarzystwa Nauk. Działał jako publicysta, wydawca na rzecz subregionu, kultury, języka. Po wkroczeniu Armii Czerwonej został aresztowany w Użhorodzie przez NKWD w listopadzie 1944. Oskarżony jako obywatel Polski i Węgier z paragrafu 58-4 o działania „profaszystowskie” przeciwko komunistycznemu rządowi Związku Radzieckiego został zamordowany w więzieniu w Użhorodzie.
Wspominają go profesorowie Uniwersytetu Jagiellońskiego: Jan Gwiazdomorski w książce Wspomnienia z Sachsenhausen (wyd. 1969, Wydawnictwo Literackie, Kraków), Roman Prawocheński w książce Z Uniwersytetu do Piekła, Stanisław Urbańczyk w książce Uniwersytet za kolczasym drutem (wyd. 1975, Wydawnictwo Literackie, Kraków – „Gazeta Wyborcza”, cotygodniowy dodatek Nr 7 (363) z 12 listopada 2000), Stanisław Gawęda w książce Uniwersytet Jagielloński w okresie II wojny światowej 1939–1945 (wyd. 1986, Wydawnictwo Literackie, Kraków – Wrocław).
Życiorys i dokumenty znajdują się w Archiwum Uniwersytetu Jagiellońskiego w Krakowie.